# Ganggrab von Klavsebølle

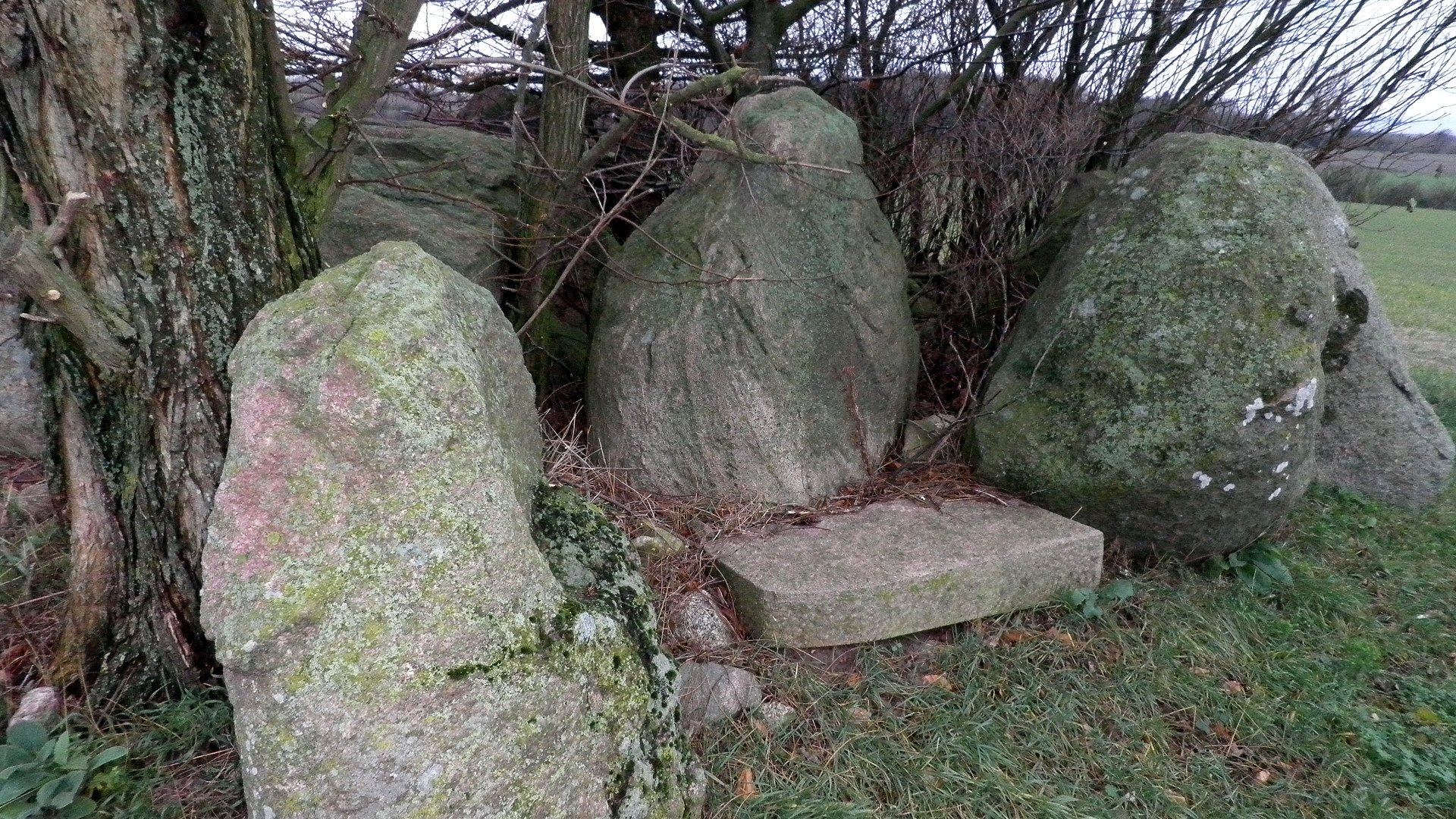
Ganggrab von Klavsebølle

Der unübersichtliche Rest des Ganggrabes von Klavsebølle (auch Klausebølle oder „Kong Holms Høj“ genannt) liegt nördlich des Klavsebøllevej in Tullebølle im Norden der dänischen Insel Langeland. Es entstand im Neolithikum zwischen 3500 und 2800 v. Chr. als Anlage der Trichterbecherkultur (TBK). Das Ganggrab (dänisch Jættestue) ist eine Bauform jungsteinzeitlicher Megalithanlagen, die aus einer Kammer und einem baulich abgesetzten, lateralen Gang besteht. Diese Form ist primär in Dänemark, Deutschland und Skandinavien sowie vereinzelt in Frankreich und den Niederlanden zu finden.
Im nordöstlichen Teil eines abgepflügten Hügels befindet sich der Rest der nord-süd-orientierten Kammer eines freistehenden Ganggrabes, bestehend aus 7–8 Tragsteinen und 1–2 Gangsteinen. In der Kammer befindet sich am Übergang zum Gang ein großer Zwischenmauerwerksbereich. 
Mythische Königsnamen verknüpfen sich auch an anderen Orten Dänemarks mit vorzeitlichen Denkmälern: 
- Kong Asger Høj (Møn),
- Kong Grøns Høj, Kong Svends Høj (auf Lolland),
- Kong Lavses Grav (auf Lyø)
- Kong Humbles Grav, Kong Renes Høj (alle auf Langeland),
- Kong Knaps Dige (eine Wallanlage), Kong Rans Høj (auf Jütland),
- Kong Dyves Sten, Kong Haralds Dysse,  Kong Øres Grav, Kong Slags Dysse,  Kong Svends Høj (ein Hügelgrab) und Kong Suders Høj (alle auf Seeland).

Etwa 800 m entfernt liegen der Runddolmen Klavsebølle Snedkergård und 100 m weiter ein weiteres Ganggrab.